# Associazione Calcio Pistoiese 2002-2003
Questa pagina raccoglie le informazioni riguardanti l'Associazione Calcio Pistoiese nelle competizioni ufficiali della stagione 2002-2003.

## Rosa
| N. |                   | Ruolo | Calciatore           |
| -- | ----------------- | ----- | -------------------- |
|    | Italia (bandiera) | C     | Enrico Antonioni     |
|    | Italia (bandiera) | D     | Maurizio Battistelli |
|    | Italia (bandiera) | D     | Andrea Bellini       |
|    | Italia (bandiera) | D     | Stefano Bianciardi   |
|    | Italia (bandiera) | C     | Fabrizio Boccaccini  |
|    | Italia (bandiera) | C     | Stefano Botteghi     |
|    | Italia (bandiera) | C     | Davide Carfora       |
|    | Italia (bandiera) | C     | Emmanuel Cascione    |
|    | Italia (bandiera) | C     | Christian Cimarelli  |
|    | Italia (bandiera) | D     | Lorenzo Collacchioni |
|    | Italia (bandiera) | P     | Daniele Corsi        |
|    | Italia (bandiera) | C     | Michele Desole       |
|    | Italia (bandiera) | C     | Bruno Di Napoli      |
|    | Italia (bandiera) | A     | Marco Ferro          |
|    | Italia (bandiera) | D     | Andrea Gorrini       |

| N. |                      | Ruolo | Calciatore              |
| -- | -------------------- | ----- | ----------------------- |
|    | Australia (bandiera) | D     | Adrian Madaschi         |
|    | Italia (bandiera)    | D     | Mattia Mela             |
|    | Italia (bandiera)    | D     | Alex Frer Negro         |
|    | Italia (bandiera)    | C     | Claudio Nuti            |
|    | Croazia (bandiera)   | D     | Igor Ostopanj           |
|    | Italia (bandiera)    | A     | Giancarlo Pantano       |
|    | Italia (bandiera)    | D     | Manuel Parla            |
|    | Italia (bandiera)    | P     | Ciro Polito             |
|    | Italia (bandiera)    | C     | Pasquale Domenico Rocco |
|    | Italia (bandiera)    | D     | Cristian Servidei       |
|    | Italia (bandiera)    | C     | Francesco Valiani       |
|    | Italia (bandiera)    | C     | Luca Vigiani            |
|    | Italia (bandiera)    | A     | Alberto Villa           |
|    | Bulgaria (bandiera)  | A     | Petăr Žabov             |

## Risultati

### Campionato

#### Girone di andata
| 1º settembre 2002 1ª giornata | Pistoiese | 1 – 0 | Padova |  |

| 8 settembre 2002 2ª giornata | Prato | 1 – 0 | Pistoiese |  |

| 15 settembre 2002 3ª giornata | Pistoiese | 2 – 1 | Varese |  |

| 22 settembre 2002 4ª giornata | Lumezzane | 1 – 1 | Pistoiese |  |

| 29 settembre 2002 5ª giornata | Pistoiese | 2 – 1 | Spezia |  |

| 6 ottobre 2002 6ª giornata | Treviso | 3 – 0 | Pistoiese |  |

| 13 ottobre 2002 7ª giornata | Pistoiese | 1 – 0 | Pisa |  |

| 20 ottobre 2002 8ª giornata | Pistoiese | 0 – 0 | Lucchese |  |

| 27 ottobre 2002 9ª giornata | SPAL | 2 – 0 | Pistoiese |  |

| 3 novembre 2002 10ª giornata | Pistoiese | 0 – 1 | AlbinoLeffe |  |

| 10 novembre 2002 11ª giornata | Reggiana | 3 – 3 | Pistoiese |  |

| 17 novembre 2002 12ª giornata | Pro Patria | 2 – 0 | Pistoiese |  |

| 24 novembre 2002 13ª giornata | Pistoiese | 1 – 0 | Cesena |  |

| 1º dicembre 2002 14ª giornata | Alzano Virescit | 4 – 2 | Pistoiese |  |

| 8 dicembre 2002 15ª giornata | Pistoiese | 1 – 0 | Arezzo |  |

| 15 dicembre 2002 16ª giornata | Cittadella | 1 – 0 | Pistoiese |  |

| 22 dicembre 2002 17ª giornata | Pistoiese | 1 – 1 | Carrarese |  |

#### Girone di ritorno
| 5 gennaio 2003 18ª giornata | Padova | 3 – 2 | Pistoiese |  |

| 12 gennaio 2003 19ª giornata | Pistoiese | 0 – 0 | Prato |  |

| 19 gennaio 2003 20ª giornata | Varese | 0 – 0 | Pistoiese |  |

| 26 gennaio 2003 21ª giornata | Pistoiese | 2 – 1 | Lumezzane |  |

| 2 febbraio 2003 22ª giornata | Spezia | 0 – 0 | Pistoiese |  |

| 9 febbraio 2003 23ª giornata | Pistoiese | 1 – 0 | Treviso |  |

| 16 febbraio 2003 24ª giornata | Pisa | 1 – 3 | Pistoiese |  |

| 2 marzo 2003 25ª giornata | Lucchese | 0 – 0 | Pistoiese |  |

| 9 marzo 2003 26ª giornata | Pistoiese | 1 – 0 | SPAL |  |

| 16 marzo 2003 27ª giornata | AlbinoLeffe | 1 – 1 | Pistoiese |  |

| 23 marzo 2003 28ª giornata | Pistoiese | 0 – 0 | Reggiana |  |

| 30 marzo 2003 29ª giornata | Pistoiese | 1 – 1 | Pro Patria |  |

| 13 aprile 2003 30ª giornata | Cesena | 0 – 2 | Pistoiese |  |

| 19 aprile 2003 31ª giornata | Pistoiese | 0 – 3 | Alzano Virescit |  |

| 27 aprile 2003 32ª giornata | Arezzo | 3 – 2 | Pistoiese |  |

| 4 maggio 2003 33ª giornata | Pistoiese | 0 – 1 | Cittadella |  |

| 11 maggio 2003 34ª giornata | Carrarese | 0 – 2 | Pistoiese |  |